# Diálogo?
Diálogo? é o álbum de estreia da banda de rock brasileira NX Zero, lançado em 2004 pelo selo Urubuz Records. O álbum gerou dois singles, "Tarde Demais" e "Apenas Um Olhar". Vendeu pouco mais de 7 mil cópias no Brasil.
É o único álbum do grupo com a presença do vocalista e guitarrista Yuri Nishida, que deixou o grupo logo após o lançamento do álbum, além de ser o único em que Gee Rocha toca baixo, antes de migrar futuramente para a guitarra, e também o único em que o futuro baixista Caco Grandino não toca.

## Faixas
| N.º | Título                 | Duração |  |
| 1.  | "Apenas Um Olhar"      | 3'20"   |  |
| 2.  | "Uma Chance"           | 4'31"   |  |
| 3.  | "Ilegítima Defesa"     | 3'09"   |  |
| 4.  | "Finja Entender"       | 2'42"   |  |
| 5.  | "Ilusão"               | 3'38"   |  |
| 6.  | "Mentiras e Fracassos" | 3'18"   |  |
| 7.  | "Promessa"             | 2'43"   |  |
| 8.  | "Mudanças"             | 3'23"   |  |
| 9.  | "Diálogo"              | 2'00"   |  |
| 10. | "Um Outro Caminho"     | 3'07"   |  |
| 11. | "Tarde Demais"         | 4'13"   |  |
| 12. | "Gritos do Silêncio"   | 3'15"   |  |

## Formação
- Di Ferrero: vocal
- Yuri Nishida: guitarra e vocal
- Gee Rocha: baixo e vocal de apoio
- Fi Ricardo: guitarra
- Daniel Weksler: bateria